# متنزه حفرة الشيطان الحكومي
يبلغ مساحة متنزّه حفرة الشيطان الحكومي 42 أكر (17 ها) متنزّه الولاية الواقعة في مقاطعة نياجرا ، نيويورك ، شمال مدينة شلالات نياجرا . يطل متنزّه الاستخدام اليومي على مضيق نهر نياجرا السفلي.

## تاريخ
كان يحتل متنزّه حفرة الشيطان الحكومي موقعًا تاريخيًا وهو وسيلة نقل مهمة يستخدمها الأمريكيون الأصليون لنقل الزوارق حول شلالات نياجرا ومنحدرات نهر نياجرا . وقد كان موقع معركة مبكرة بين المستوطنين الأوروبيين والأمريكيين الأصليين للسيطرة على طريق النقل.
تم افتتاح المتنزّه في عام 1924 ، وهي واحدة من أقدم متنزّهات الدولة في المنطقة، على الرغم من أنها سبقتها متنزّه شلالات نياجارا الحكومية .

## وصف
يبلغ مساحة متنزّه حفرة الشيطان الحكومي 42 أكر (17 ها) متنزه للاستخدام اليومي يسمح بصيد الأسماك والمشي لمسافات طويلة وطاولات التنزه والمشي بالأحذية الثلجية والتزلج الريفي على الثلج. ينحدر ممر مشهور إلى مضيق نهر نياجرا للسماح بالوصول القريب إلى المنحدرات أدناه، ولكن يُحظر المشي لمسافات طويلة خارج المسار بسبب الظروف الخطرة.
يرتبط المتنزّه بمتنزّه ويرلبول الحكومية القريب عبر درب ثقب الشيطان في أسفل المضيق، بالإضافة إلى ممر على طول حافة الخانق، والتي تشكل معًا حلقة كاملة.

## روابط خارجية
- متنزهات ولاية نيويورك: متنزّه حفرة الشيطان الحكومية